# Lauber Dezső
Lauber Dezső (Pécs, 1879. május 23. – Budapest, 1966. szeptember 5.) építész, kiváló sportember, aki számtalan sportágban nyert versenyeket és bajnoki címeket az atlétikától a golfig, a kerékpározástól a teniszig. Ott volt az 1908-as londoni olimpián és dolgozott sportvezetőként, szervezőként, versenybíróként, labdarúgó játékvezetőként és a Magyar Olimpiai Bizottság titkáraként is.

## Élete
A pécsi főreálban érettségizett. A műegyetemet Budapesten végezte el, ahol építészmérnöki diplomát szerzett. 1901-től saját mérnöki irodája volt Pécsen, de két év múlva már a fővárosi építési osztályon dolgozott.
1903-tól a MOB jegyzője. Közel egy évtizedet töltött az Országos Építő Rt. műszaki igazgatójaként, ahol a Duna-Gőzhajózási Társaság (DGT) nagyobb építkezéseit és a város csatornázását vezette. Irányításával tervezték és építették 1908–1909 között a Budapesten Svábhegyen és Tátralomnicon az első magyar golfpályákat. 1909-ben Tátralomnicon volt az első magyar hivatalos golfverseny.
A mérnöki munka mellett Lauber aktívan sportolt. Az athéni, a londoni és a stockholmi magyar olimpiai csapat vezetője lett. Az ő szervezésével született meg a budapesti Korcsolyázó Egylet és a jéghoki csapat, illetve ő alapította a Magyar Golf Klubot is. Magyarországon nyolc, Ausztriában és az Adrián kétszeres golfbajnok lett. 1905-től tíz éven át a Magyar Olimpiai Bizottság titkára volt.
Az 1924. évi nyári olimpiai játékok szellemi versenyében egy stadiontervével ezüstérmet szerzett (Hajós Alfréddal közösen) úgy, hogy az első díjat nem adták ki.

### Sportolóként
Több évtizeden át számtalan sportágban nyert versenyeket és bajnoki címeket. Művelt sportágai: vívás, kerékpár (a Pécsi Atlétikai Club (PAC), majd a Pécsi Bicikli Club (PBC) tagja,  5-szörös magyar bajnok), tenisz, labdarúgó (1898. május 1-jén Tettyén játszott először labdarúgó mérkőzésen. Kilenc évig rendszeresen focizott a PAC csapatában.), atlétika (rövidtávfutó, gátfutó, távol ugró, magasugró), Jégkorong, bob, korcsolya és a golf. Egyetemi időszakában igazolt a MAFC-hez.
Ott volt az 1908. évi nyári olimpiai játékokon Tóth Ede és von Zsigmondy Jenő társaságában a férfi egyes tenisz kategóriában nem jutott a 16 közé. Az 1924. évi nyári olimpiai játékok szellemi versenyében egy stadiontervével ezüstérmet szerzett (Hajós Alfréddal közösen) úgy, hogy az első díjat nem adták ki. Az 1936. évi nyári olimpiai játékokon Baden-Badenben egy kiállítás keretében bemutatta a golfjátékot. A bemutató verseny egyik játékosa. Magyarország (11 alkalommal egyéni, 8 alkalommal férfi páros győztes), München háromszoros, Ausztria és az Adria kétszeres golfbajnoka.
Gyakorlata valamint szabályismerete alapján vizsga nélkül, szükségből lett játékvezető. Az alakuló klubtalálkozókon, bemutató mérkőzéseken, az MLSZ által üzemeltetett bajnokságokban tevékenykedett. 1901–1904 között a  legjobb vizsga nélküli játékvezetők között tartják nyilván. Játékvezetésből 1904-ben Budapesten az MLSZ Bíróvizsgáló Bizottság (BB) előtti elméleti és gyakorlati vizsgát tett. Az MLSZ BB javaslatára 1904-től NB I-es bíró. Küldési gyakorlat szerint rendszeres partbírói szolgálatot is végzett. A nemzeti játékvezetéstől 1905-ben sportvezetői elfoglaltsága miatt visszavonult. NB I-es mérkőzéseinek száma: 2
| Időpont           | Helyszín                           | Mérkőzés típusa          | Mérkőzés         | Eredmény | Nézők száma |
| ----------------- | ---------------------------------- | ------------------------ | ---------------- | -------- | ----------- |
| 1904. október 15. | Margitszigeti Sportpálya, Budapest | első NB I-es mérkőzése   | 33 FC–Postás SE  | 1 – 0    | Zárt kapus  |
| 1905. november 1. | Margitszigeti Sportpálya, Budapest | utolsó NB I-es mérkőzése | MAFC–Fővárosi TC | 0 – 8    | Zárt kapus  |

## Sportvezetőként
A Magyar Atlétikai Szövetség (MASZ) 1897. március 21-én tartotta alakuló ülését Budapesten, dr. Bodó Aladár és ő képviselte a PAC-ot. 1901. január 19-én a MLSZ alakuló közgyűlésén Orbán Pál és ő képviselte a Magyar Atlétikai Clubot.1904–1909 között a MAC, 1903-tól dr. Kemény Ferenc mellett a MOB jegyzője.[1] 1905–1915 között a MOB titkára.[2]. élete utolsó éveiben a sportpályák felügyelője volt. Az athéni, a londoni és a stockholmi magyar olimpiai csapat egyik vezetője. 1906-ban az olimpiai zsűrinek is tagja volt. Szervezésével jött létre a budapesti Korcsolyázó Egylet, a jéghoki csapat, illetve 1910-ben a Budapesti Golf Club (amely utóbb a Magyar Golf Club nevet kapta). 1913-ban az újjáalakult Országos Testnevelésügyi Tanács tagja.
Az első világháborút követően nem került vissza sportpozícióiba. Kormányfőtanácsosként a sportpályák felügyelője volt.

## Lauber Dezső Sportcsarnok
Róla nevezték el 1997-ben Pécsett a sportcsarnokot.

## Építészeti munkássága
Ismert munkái:

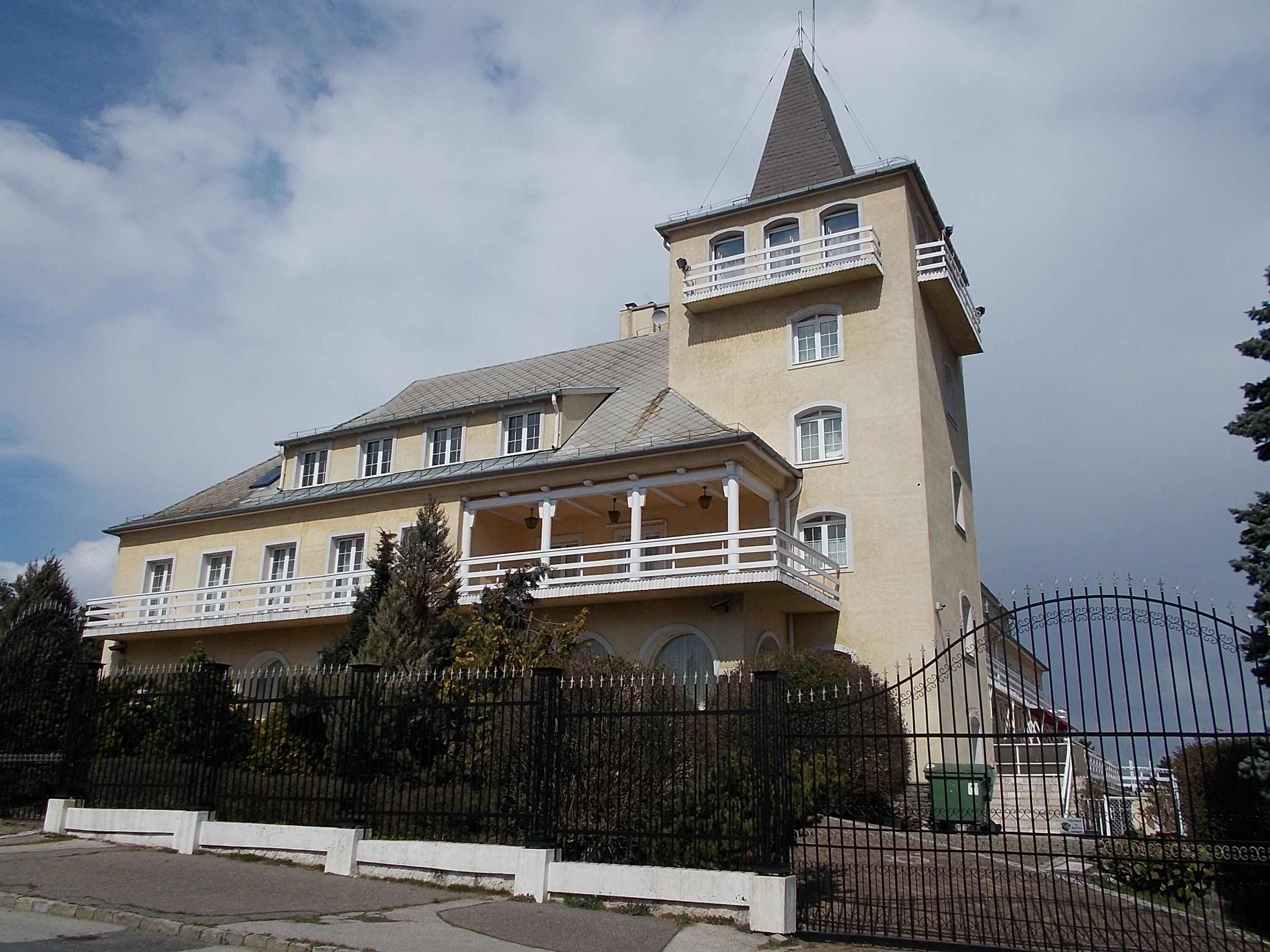
Golf Szálló, Budapest

- 1939: Golf (a későbbi Vörös Csillag, Panoráma) Szálló, Budapest, Sváb-hegy
- Duna-Gőzhajózási Társaság épületegyüttese, Budapest, Hajógyári-sziget
- Golfpálya, Budapest-Svábhegy
- Golfpálya, Tátralomnic
- Bobpálya, Tátralomnic
- csatornahálózat, Budapest

### Tervben maradt épületek
- 1924: „Ideális stadion” (Hajós Alfréddal közös munka)

## Külső hivatkozások
- Lauber Dezső. huszadikszazad.hu. (Hozzáférés: 2016. május 8.)
- Lauber Dezső. hungolf.hu. [2016. augusztus 9-i dátummal az eredetiből archiválva]. (Hozzáférés: 2016. május 8.)
- Lauber Dezső. hungolf.hu. [2016. augusztus 11-i dátummal az eredetiből archiválva]. (Hozzáférés: 2016. május 8.)
- Lauber Dezső. pecstortenete.hu. [2016. szeptember 14-i dátummal az eredetiből archiválva]. (Hozzáférés: 2016. május 8.)
- Thaly Zoltán: 100 éves a Magyar Labdarúgó Szövetség – 2000. Az MLSZ és a Szókincs Kiadó ISBN 963 86106 1 1
- Lauber Dezső játékvezetői adatlapja a Nemzeti Labdarúgó Archívum oldalán